# Eyewitness – Die Augenzeugen
Eyewitness – Die Augenzeugen (Originaltitel: Øyevitne) ist eine Thriller-Miniserie von Jarl Emsell Larsen, die 2014 in sechs Episoden für das norwegische Fernsehen produziert wurde.

## Handlung
Die 15-jährigen Jugendlichen Philip und Henning leben in der kleinen Ortschaft Mysen, nahe an der norwegischen Grenze zu Schweden. Sie sind Klassenkameraden und Nachbarn, halten jedoch vor der Welt geheim, dass sie eine Liebesbeziehung führen. Bei einem geheimen Treffen im Wald bei einer Kiesgrube werden sie Zeugen, wie ein Mann vier Mitglieder einer kriminellen Bande niederschießt. Sie geraten selbst ins Visier des Mörders, können ihn jedoch kurzzeitig ausschalten und mit der Tatwaffe fliehen. Da sie ihre heimliche Beziehung nicht bekannt werden lassen wollen, beschließen die Jungen, über das Gesehene Stillschweigen zu bewahren.
Die Polizeikommissarin des Ortes, Helen Sikkeland, eine ehemalige Beamtin der Mordkommission, nimmt die Ermittlungen in dem blutigen Mordfall auf. Sie ist außerdem Philips Pflegemutter. Als die Bandenkriminalität weiter ausartet, bekommen es die Jungen mit der Angst zu tun. Als Philip sein Schweigen bricht, wendet sich Henning von ihm ab. Und während Helen der Aufklärung näher kommt, hat es jemand auf Hennings Leben abgesehen.

## Figuren
- Henning Øby: Der Junge ist auf einem Bauernhof in Mysen aufgewachsen und hat eine starke Bindung zu seinem Vater. In seiner Freizeit fährt er im Wald Motocross. Seine homosexuelle Affäre will er um jeden Preis geheim halten.
- Philip Karlsen: Philip wurde nach Mysen zu Helen in Pflege gegeben, da seine Mutter in einer psychiatrischen Anstalt und sein Vater unbekannt ist. In der Schule ist er ein Außenseiter und Henning, in den er verliebt ist, verleugnet ihn bei jeder Gelegenheit.
- Helen Sikkeland: Die Polizistin war vier Jahre bei der Mordkommission und steckt nun alle Energie in ihre Arbeit bei der Kriminalpolizei. Durch den Vierfachmord droht sie, ihre Familie, zu der auch Pflegekind Philip gehört, zu vernachlässigen.

## Synchronisation
Die deutsche Synchronisation entstand 2015 unter der Dialogregie von Stephan Hoffmann im Auftrag der Cinephon Filmproduktions GmbH in Berlin.
| Rolle        | Darsteller            | Synchronsprecher   |
| ------------ | --------------------- | ------------------ |
| Philip       | Axel Bøyum            | Roman Wolko        |
| Helen        | Anneke von der Lippe  | ?                  |
| Henning      | Odin Waage            | Karim El Kammouchi |
| Ronny        | Per Kjerstad          | Nicolas Böll       |
| Camila       | Yngvild Støen Grotmol | Alexandra Wilcke   |
| Mia          | Nini B. Kristiansen   | Jamie Lee Blank    |
| Christer     | Åsmund Brede Eike     | Sven Fechner       |
| Guro         | Tone Beate Mostraum   | Anja Mentzendorff  |
| Katrine      | Elvira von der Lippe  | Jodie Blank        |
| Lars Strømme | Tobias Santelmann     | Robert Glatzeder   |
| Riseth       | Anderz Eide           | Sascha Gluth       |
| Stig         | Bjørn Moan            | Matthias Rimpler   |

## Episoden
| Nr. | Deutscher Titel          | Originaltitel | Erstausstrahlung Norwegen | Deutschsprachige Erstausstrahlung (D) |
| --- | ------------------------ | ------------- | ------------------------- | ------------------------------------- |
| 1   | Tod in der Kiesgrube     | Episode 1     | 20. Okt. 2014             | 24. Sep. 2015                         |
| 2   | Der Bombenanschlag       | Episode 2     | 27. Okt. 2014             | 24. Sep. 2015                         |
| 3   | Der neue Ermittler       | Episode 3     | 3. Nov. 2014              | 24. Sep. 2015                         |
| 4   | Die Razzia               | Episode 4     | 10. Nov. 2014             | 1. Okt. 2015                          |
| 5   | Das Zeugenschutzprogramm | Episode 5     | 17. Nov. 2014             | 1. Okt. 2015                          |
| 6   | Die Jagd                 | Episode 6     | 24. Nov. 2014             | 1. Okt. 2015                          |

## Produktion und Ausstrahlung
Die Serie entstand im Rahmen von Nordvision.
Bei der norwegischen Erstausstrahlung erreichte die Serie durchschnittlich Zuschauerzahlen von 724.000. In Deutschland und Frankreich strahlte Arte die Serie Ende 2015 aus. 
USA Network adaptierte die Serie 2016 für das amerikanische Publikum unter dem Titel Eyewitness, HBO Europe hingegen strahlte im selben Jahr das rumänische Remake Valea Mută aus. Eine weitere Adaption erschien Anfang 2018 in Frankreich auf TF1 unter dem Titel Les innocents.
2022 entstand unter der Regie von Anna-Katharina Maier die deutsche Serie Die Augenzeugen mit Nicolette Krebitz und Lucas Gregorowicz für Servus TV und ARD Degeto.

## Rezeption
Auf FAZ.net wurde der Auftakt der Serie als „wenig originell“ kritisiert, Larsen habe „das Genre Krimi ausbuchstabiert, als wollte er einen Lehrfilm drehen“. Insgesamt sei die Serie aber „solide produziert“ und „glaubwürdig“. Gelobt wurden die „absichtsvoll unruhige Kameraführung“ sowie „etliche Nahaufnahmen“, welche die Dramatik steigern würden. Axel Bøyum spiele seine Rolle überzeugend.
Sandra Čapljak vom Standard attestierte dem Regisseur, den Zuschauern „einen leicht pikanten Einstieg in die Serie zu bieten, ohne ihm im weiteren Verlauf die Spannung zu nehmen oder aufdringlich zu wirken“; sie hob die „Charaktervielfalt“ hervor und nannte die Serie einen „Pflichttermin für anspruchsvolle ‚Tatort‘-Fans und Krimi-Neueinsteiger“.

## Auszeichnungen
2015 war die Serie bei den norwegischen Gullruten-Fernsehpreisen viermal nominiert; Kameramann Lars Vestergaard gewann in der Kategorie Beste Bildgestaltung. Außerdem gewann Anneke von der Lippe als erste Norwegerin den International Emmy Award als beste Schauspielerin.

## Belege
1. ↑  Eyewitness – Die Augenzeugen. In: Deutsche Synchronkartei. Abgerufen am 2. März 2017.
2. 1 2 3  John Durie: Norway Wins First Ever Acting International Emmy. Nordisk Film & TV Fond, 27. November 2015, abgerufen am 19. Oktober 2016 (englisch).
3. ↑  Bernd Krannich: „Eyewitness“: Trailer zum neuen USA-Network-Thriller. In: Wunschliste.de. 7. September 2016, abgerufen am 19. Oktober 2016.
4. ↑  „Valea Muta“, an HBO Europe production realized in Romania, will debut soon and it focuses on a series of controversial topics. Castel Film, abgerufen am 4. August 2018 (englisch).
5. ↑  Pascal Muscarnera: Les innocents : TF1 annonce sa nouvelle série avec Odile Vuillemin et Tomer Sisley. In: Allociné. 19. Dezember 2017, abgerufen am 4. August 2018 (französisch).
6. ↑  "Die Augenzeugen" (AT): ARD Degeto verfilmt norwegische Thriller-Serie neu: Mit Nicolette Krebitz und Lucas Gregorowicz in den Hauptrollen. In: presseportal.de. 1. Dezember 2022, abgerufen am 8. Oktober 2024.
7. ↑  Ich habe was gesehen, was Du nicht weißt. In: FAZ.net. 24. September 2015, abgerufen am 19. Oktober 2016.
8. ↑  Sandra Čapljak: Mord und heimliche Liebe aus Norwegen: „Eyewitness – Die Augenzeugen“ auf Arte. In: DerStandard.at. 24. September 2015, abgerufen am 19. Oktober 2016.
9. ↑  Eyewitness – Die Augenzeugen. ARD, abgerufen am 19. Oktober 2016.